# The Batman (serie animata)
The Batman è una serie animata prodotta da Warner Bros., incentrata sulle vicende del personaggio dei fumetti Batman e trasmessa per la prima volta dal 2004 al 2008. La serie è la prima che non segue la cronologia degli eventi del fumetto e quindi costituisce per la storia del supereroe una vera e propria rilettura in chiave moderna.
La serie è strutturata in cinque stagioni da tredici episodi ciascuna diventando la serie animata sull'uomo pipistrello più longeva dopo Batman del 1992 e Batman - Cavaliere della notte del 1997. Diversamente però dalla vecchia serie animata di Batman del 1992 e del 1997, in questa serie mancano alcuni storici nemici di Batman come Due Facce, Ra's al Ghul e lo Spaventapasseri.
Gli avversari più ricorrenti sono il Joker, il Pinguino, l'Enigmista, Mr. Freeze e Catwoman (ma quest'ultima a volte fa squadra con Batman).

## Trama
Il giovane miliardario Bruce Wayne combatte il crimine per le strade di Gotham City nelle mascherate vesti di Batman da tre anni. Il suo fedele maggiordomo, Alfred Pennyworth, lo aiuta ad equilibrare la sua vita personale con quella del supereroe, in modo che nessuno sospetti di lui. La polizia crede possa essere un criminale come gli altri, eccetto il detective Ethan Bennett, amico di Bruce dai tempi della scuola, che diventerà Clayface per colpa del Joker, la detective Ellen Yin, che inizialmente tenta di arrestarlo per poi diventare sua alleata, e il commissario James Gordon. Ad aiutarlo nella sua crociata contro il crimine sono la figlia del commissario, Barbara Gordon (Batgirl), e l'acrobata Dick Grayson (Robin), compreso di unirsi in squadra di supereroi conosciuta come la Justice League (Superman, Martian Manhunter, Flash, Lanterna Verde, Freccia Verde e Hawkman).

## Episodi
| Stagione         | Episodi | Prima TV USA | Prima TV Italia |
| ---------------- | ------- | ------------ | --------------- |
| Prima stagione   | 13      | 2004-2005    | 2007            |
| Seconda stagione | 13      | 2005         | 2008            |
| Terza stagione   | 13      | 2005-2006    | 2008            |
| Quarta stagione  | 13      | 2006-2007    | 2008            |
| Quinta stagione  | 13      | 2007-2008    | inedita         |

## Personaggi
Di seguito sono elencati i personaggi della serie con i rispettivi doppiatori italiani; nella versione originale è compreso un nuovo cast di doppiatori, in Italia si è cercato di mantenere lo stesso cast della serie animata Batman del 1992.
| Personaggi                          | Doppiatore originale     | Doppiatore italiano |
| ----------------------------------- | ------------------------ | ------------------- |
| Bruce Wayne / Batman                | Rino Romano              | Marco Balzarotti    |
| Alfred Pennyworth                   | Alastair Duncan          | Guido Rutta         |
| Det. Ethan Bennett / Uomo d'Argilla | Steve Harris             | Paolo Sesana        |
| Det. Ellen Yin                      | Ming-Na                  | Cristiana Rossi     |
| Capo Angel Rojas                    | Edward James Olmos       | Mario Scarabelli    |
| Comm. James Gordon (s. 3-5)         | Mitch Pileggi            | Enrico Bertorelli   |
| Barbara Gordon / Batgirl (s. 3-5)   | Danielle Judovits        | Debora Magnaghi     |
| Dick Grayson / Robin (s. 4-5)       | Evan Sabara              | Davide Garbolino    |
| Joker                               | Kevin Michael Richardson | Riccardo Peroni     |
| Pinguino                            | Tom Kenny                | Vittorio Bestoso    |
| Ragdoll                             | Jeff Bennett             | Diego Sabre         |
| Catwoman                            | Gina Gershon             | Maddalena Vadacca   |
| Mister Freeze                       | Clancy Brown             | Mario Zucca         |
| Sindaco Grange                      | Adam West                | Antonio Paiola      |
| Enigmista (s. 2-5)                  | Robert Englund           | Daniele Demma       |
| Firefly                             | Jason Marsden            | Gianluca Iacono     |
| Killer Croc                         | Ron Perlman              | Marco Pagani        |
| Robinson Sprang                     | Neil Ross                | Gianluca Iacono     |
| Prof. Hugo Strange                  | Frank Gorshin            | Cesare Rasini       |
| Pamela Isley / Poison Ivy (s. 3-5)  | Piera Coppola            | Patrizia Scianca    |
| Dott. Kirk Langstrom / Man-Bat      | Peter MacNicol           | Mario Scarabelli    |
| Bane                                | Joaquim de Almeida       | Dario Oppido        |
| Harley Quinn (s.3-5)                | Hynden Walch             | Marcella Silvestri  |
| D.A.V.E.                            | Jeff Bennet              | Claudio Moneta      |

## Riconoscimenti
- 2005[2] - Annie Award
  - Candidato - Miglior produzione televisiva d'animazione

- 2006[3] - Annie Award
  - Candidato - Miglior produzione televisiva d'animazione
  - Candidato - Miglior colonna sonora in una produzione televisiva d'animazione a Thomas Chase per l'episodio Pipistrello che ride

- 2005 - Premio Emmy per il Daytime
  - Vinto - Miglior montaggio sonoro - Live action e animazione
  - Candidato - Miglior team in una produzione televisiva d'animazione
  - Candidato - Miglior realizzazione nella direzione musicale e nella composizione a Thomas Chase
  - Candidato - Miglior doppiaggio in una produzione televisiva d'animazione a Kevin Michael Richardson

- 2006 - Premio Emmy per il Daytime
  - Vinto - Miglior team in una produzione televisiva d'animazione
  - Vinto - Miglior montaggio sonoro - Live action e animazione

- 2007 - Premio Emmy per il Daytime
  - Vinto - Miglior montaggio sonoro - Live action e animazione
  - Candidato - Miglior team in una produzione televisiva d'animazione

- 2008 - Premio Emmy per il Daytime
  - Vinto - Miglior mix sonoro - Live action e animazione
  - Vinto - Miglior montaggio sonoro - Live action e animazione
  - Candidato - Miglior team in una produzione televisiva d'animazione
  - Candidato - Miglior doppiaggio in una produzione televisiva d'animazione a Kevin Michael Richardson

- 2009 - Premio Emmy per il Daytime
  - Candidato - Miglior mix sonoro - Live action e animazione
  - Candidato - Miglior montaggio sonoro - Live action e animazione

- 2005 - Golden Reel Award
  - Candidato - Miglior montaggio sonoro in una produzione televisiva d'animazione per l'episodio Il grande freddo

- 2008 - Golden Reel Award
  - Vinto - Miglior montaggio sonoro in una produzione televisiva d'animazione per l'episodio Lo specchio oscuro

- 2009 - Golden Reel Award
  - Candidato - Miglior montaggio sonoro in una produzione televisiva d'animazione per l'episodio La scomparsa degli eroi (seconda parte)

## Lungometraggio
Della serie è stato prodotto nel 2005 un film di 84 minuti, intitolato Batman contro Dracula (The Batman vs. Dracula), in cui Batman si ritrova ad affrontare oltre al Joker e a Pinguino appena evasi dal manicomio di Arkham, il famigerato Conte Dracula. Questi vuole vampirizzare tutta Gotham City per renderla la città dei morti viventi. Toccherà quindi al Cavaliere Oscuro cercare di fermarlo.